# Pachycephala modesta
Pachycephala modesta е вид птица от семейство Pachycephalidae.

## Разпространение
Видът е разпространен в Папуа Нова Гвинея.